# Klubbas Halsskäret
Klubbas Halsskäret är en ö i Finland. Den ligger i sjön Larsmosjön och i kommunen Pedersöre i den ekonomiska regionen  Jakobstadsregionen  och landskapet Österbotten, i den centrala delen av landet, 400 km norr om huvudstaden Helsingfors. Öns area är 22,8 hektar och dess största längd är 0,7 kilometer i sydöst-nordvästlig riktning. I omgivningarna runt Klubbas Halsskäret växer i huvudsak blandskog.